# Wael Ghonim
Wael Ghonim (arabisk: ) (født 23. december 1980 i Kairo, Egypten) er en egyptisk internetaktivist og dateingenør. Startede i 2010 en gruppe med navnet "Vi er alle Khaled Saeed" på det sociale netværk Facebook, under den Egyptiske revolution (2011) blev han arresteret af det egyptiske politi, fængslet i 11 dage, mens han blev forhørt om hans indblanding som administrator i Facebook-gruppen. Times Magazines satte Wael på listen over de 100 mest indflydelsesrige personer i 2011.

## Baggrund
Wael Ghonim blev født den 23. december 1980 i Kario, men er vokset op i Abha i Saudiarabien, hvor han boede indtil han flyttede tilbage til Kairo som 13årig. I januar 2010 blev Ghonim markedschef med ansvar for Mellemøsten og Nordafrika hos Google i Dubai.
I 2004 tog han en kandidateksamen i datateknik ved Universitete i Kairo, tre år senere tog han en MBA-eksamen ved det amerikanske universitet i Kairo.
Ghonim er gift med en amerikansk muslim Ilka Johannson  og har to børn, Israa og Adam.

### Notater
1. ↑  ”Wael Ghonim: Spokesman for a Revolution” Arkiveret 25. juli 2011 hos  Wayback Machine. TIME. Apr. 21, 2011.
2. ↑  "Update: Google MENA Marketing Head Wael Ghonim Apprehended in Egypt, Please Help Locate Him". ArabCrunch. 2011-02-02. Arkiveret fra originalen 9. februar 2011. Hentet 8. februar 2011.
3. ↑  "Mr. Wael Ghonim". MENA ICT Forum. Hentet 8. februar 2011. {{cite web}}: |archive-url= kræver at |archive-date= også er angivet (hjælp)
4. ↑  Yaqoob, Tahira. "Wael Ghonim: the voice of a generation." National 12 Feb 2011: 2. Web. 15 Aug 2011. <http://www.thenational.ae/news/worldwide/africa/wael-ghonim-the-voice-of-a-generation?pageCount=2>.
5. ↑  Ghonim, Wael. Twitter, 12 Feb 2011. Web. 15 Aug 2011. <https://twitter.com/#!/Ghonim/status/36118972063690752>.
6. ↑  "وائل غنيم - المعرفة" (arabisk). Marefa.org. 2011-02-01. Arkiveret fra originalen 14. juli 2012. Hentet 2011-02-08.
7. ↑  Alexia Tsotsis Feb 7, 2011 (2011-02-07). "Wael Ghonim's First Interview After Jail Release [Video]". Techcrunch.com. Hentet 2011-07-08.